# わが町バンザイ
わが町バンザイ（わがまちばんざい）は、IBC岩手放送で2013年4月20日から放送されているテレビ番組である。

## 放送時間
2017年10月4日 -
- 毎週水曜日 19:00 - 19:57

過去
2014年3月まで
- 毎月第3土曜日 17:00 - 17:30

2014年5月7日 - 2016年3月
- 毎週水曜日 19:00 - 19:25

2016年4月13日 - 2017年9月27日
- 毎週水曜日 19:00 - 19:52

## 番組内容
IBCに所属するアナウンサー（タレントやゲストも交える場合あり）が2人一組で岩手県内の市町村を巡り、「基本的に行き当たりばったりで訪ね歩く」番組。1週ごとに一つの市町村を紹介する。
2016年12月21日放送分で青森県八戸市を訪問し、番組初の県外ロケを行った。
毎週放送移行後は、この番組の後に放送される『吉田類の酒場放浪記』をひとまとめにして「水ぶら」という枠を設定し、スペシャルとして吉田を岩手に迎える企画を放送するなどしていたが、2015年3月で「水ぶら」は廃止され、それぞれが単独番組扱いとなった。2016年4月に『酒場放浪記』の放送時間が変更され、当番組の枠が拡大された。2017年10月より、『水トク!』開始時間繰り下げにより当番組の放送時間を5分延長。
2020年4月から一時期、新型コロナウイルスの影響により、ロケができなくなったため過去の放送や名場面をまとめたものを放送したり、TBSから『東大王』を臨時同時ネットで放送していた。
2020年11月からはBS-TBS・TBSラジオ合同のSDGs促進キャンペーン『地球を笑顔にするWEEK』期間中に限り、当番組を休止してTBSから『東大王』を臨時同時ネットで放送するようになった。

## 出演者
2024年4月以降
すべてIBCアナウンサー。
- 浅見智・奥村奈穂美
- 菊池幸見・川島有貴
- 長谷川拳杜・松原友希
- 神山浩樹・甲斐谷望

上記4組がローテーションで出演する。松原は番組開始時から出演。浅見・菊池は2014年5月より出演。奥村は2014年5月から出演し、産休のため2016年6月に一時降板。2018年1月より復帰。甲斐谷は2013年7月20日に大塚富夫とのコンビで出演、2016年4月よりレギュラー出演。川島は2016年4月より、神山は2016年5月より、長谷川は2024年4月より出演。
各回のナレーターを河辺邦博（元IBCアナウンサー、のちIBCアナウンス学院長）が務めていたが、2021年放送期には今井日奈子が担当している。
過去の出演者
- あゆか（2014年5月21日 - 2015年11月25日、菊池とのコンビで出演）
- 福田こうへい（2015年5月13日・5月20日、菊池とのコンビでゲスト出演、出身地の雫石町を訪問[8]、2021年3月24日、菊池とのコンビでゲスト出演、大船渡市・陸前高田市を訪問）
- 新沼謙治（2016年3月9日、大塚とのコンビでゲスト出演、出身地の大船渡市を訪問[9]）
- 村上弘明（2017年3月15日、甲斐谷とのコンビでゲスト出演、出身地の陸前高田市を訪問[10]）
- 冨田奈央子（2013年10月 - 2014年3月に大塚とのコンビで、2016年1月 - 3月に菊池とのコンビで出演。元・広島ホームテレビアナウンサー)
- 中村英子（2016年7月 - 2017年12月、浅見とのコンビで出演、奥村の代打）
- 福田萌（2018年3月14日、神山とのコンビでゲスト出演、大槌町を訪問[11]）
- 大塚富夫（2013年4月 - 2018年2月、松原とのコンビで出演）
- 徳永ゆうき（2019年4月17日、三陸鉄道リアス線開業2時間スペシャルに出演）
- 南田裕介（同上、電話出演）
- 河辺邦博（同上、松原とのコンビで顔出し出演）
- 小松彩夏（2022年3月16日、2時間スペシャルに出演。大船渡市を訪れた。）
- 江幡平三郎（2017年5月 - 2024年2月、松原とのコンビで出演）

ナレーション
- 河辺邦博(初代)
- 今井日奈子(2代目､2021年 - 2023年12月)
- 風見好栄(3代目､2024年1月 - )